# Língua paicî
Paicî é a língua mais falada entre cerca de 25 línguas na principal ilha da Nova Caledônia, sendo falada numa faixa no centro da ilha desde Poindimié até Ponérihouen.

## Escrita
Paicî usa o alfabeto latino ensinado por missionários  numa forma própria, sem as letras F, H, Q, S, V, X, Z, usando muitos diacríticos nas vogais.

## Fonologia
Paicî apresenta um inventário fonético muito simples em comparação de outras línguas da Nova Caledônia, mas apresenta muitas vogais nasais. As sílabas Paicî são todas CV (consoante-Vogal).

### Consoantes
|                |                | Bilabial | Bilabial | Postal-Alveolar | Palatal | Velar |
| plana          | labial         |          |          | Postal-Alveolar | Palatal | Velar |
| -------------- | -------------- | -------- | -------- | --------------- | ------- | ----- |
| Nasal oclusiva | Nasal oclusiva | m        | mʷ       | n̠               | ɲ       | ŋ     |
| Plosiva        | surdas         | p        | pʷ       | t̠               | c       | k     |
| Plosiva        | Prenasalizada  | ᵐb       | ᵐbʷ      | ⁿ̠d̠              | ᶮɟ      | ᵑɡ    |
| Fricativa      | Fricativa      |          |          | ɾ̠               |         |       |
| Aproximante    | Aproximante    |          |          | l̠               | j       | w     |

As oclusivas palatais podem ser consideradas africadas pois ocorrem sons muitos fricativos. As laterais e fricativas não ocorrem no início de algumas palavras de língua estrangeira nem no prefixo /ɾɜ/ eles, elas.
Como as oclusivas nasais são sempre seguidas de vogais nasais, enquanto oclusivas pre-nasalizadas são sempre seguidas de vogais orais, pode-se argumentar que as oclusivas nasais e pre-nasalizadas são alofônicas. Isso reduz o inventário consoante Paicî a 13.

### Vogais
Paicî tem um sistema simétrico de 10 vogais orais, todas podendo ser longas ou curtas, sem diferença significativa na qualidade fonética, e sete vogais nasais, algumas das quais podem também ser longas e curtas. Sequências de duas vogais curtas pode apresentar dois tons, mas vogais longas somente apresentam um único tom. Essas não parecem ser vogais longas e não sequências.
|              | Anterior | Anterior | Central | Central | Posterior | Posterior |
| Oral         | Nasal    | Oral     | Nasal   | Oral    | Nasal     |           |
| ------------ | -------- | -------- | ------- | ------- | --------- | --------- |
| Fechada      | /i/      | /ĩ/      | /ɨ/     | /ɨ̃/     | /u/       | /ũ/       |
| Meio-Fechada | /e/      | /ɛ̞̃/      | /ɘ/     | /ɜ̞̃/     | /o/       | /ɔ̞̃/       |
| Meio-Aberta  | /ɛ/      | /ɛ̞̃/      | /ɜ/     | /ɜ̞̃/     | /ɔ/       | /ɔ̞̃/       |
| Aberta       |          |          | /a/     | /ɐ̃/     |           |           |

### Tones
Como sua língua vizinha Cèmuhî, o Paicî é uma das poucas línguas austronésias que desenvolveu um sistema de tons constrativos em três registros: alto, médio, baixo. Além disso, existem as vogais sem tom inerente, cujo tom é determinado pelos sons que a cercam.. Palavras comumente têm o mesmo tom em todas as vogais, de modo tom pode pertencer à palavra, em vez de a sílaba.